# Bulgária a 2018. évi téli olimpiai játékokon
Bulgária a dél-koreai Phjongcshangban megrendezett 2018. évi téli olimpiai játékok egyik részt vevő nemzete volt. Az országot az olimpián 6 sportágban 21 sportoló képviselte, akik érmet nem szereztek.

## Alpesisí
Férfi
| Versenyző     | Versenyszám      | 1. futam      | 1. futam      | 2. futam      | 2. futam      | Összesítés | Összesítés |         |         |
| Versenyző     | Versenyszám      | Idő           | Hely.         | Idő           | Hely.         | Idő        | Helyezés   |         |         |
| ------------- | ---------------- | ------------- | ------------- | ------------- | ------------- | ---------- | ---------- | ------- | ------- |
| Albert Popov  | Műlesiklás       | nem ért célba | nem ért célba | kiesett       | kiesett       | kiesett    | kiesett    |         |         |
| Albert Popov  | Óriás-műlesiklás | 1:12,39       | 34.           | 1:11,21       | 22.           | 2:23,60    | 28.        |         |         |
| Kamen Zlatkov | Műlesiklás       | nem ért célba | nem ért célba | kiesett       | kiesett       | kiesett    | kiesett    |         |         |
| Kamen Zlatkov | Óriás-műlesiklás | 1:17,65       | 59.           | nem ért célba | nem ért célba | kiesett    | kiesett    | kiesett | kiesett |

Női
| Versenyző     | Versenyszám      | 1. futam | 1. futam | 2. futam | 2. futam | Összesítés | Összesítés |
| Versenyző     | Versenyszám      | Idő      | Hely.    | Idő      | Hely.    | Idő        | Helyezés   |
| ------------- | ---------------- | -------- | -------- | -------- | -------- | ---------- | ---------- |
| Maria Kirkova | Műlesiklás       | 54,87    | 41.      | 54,14    | 35.      | 1:49,01    | 35.        |
| Maria Kirkova | Óriás-műlesiklás | 1:18,39  | 46.      | 1:14,38  | 37.      | 2:32,77    | 40.        |

## Biatlon
Férfi
| Versenyző                                                     | Versenyszám            | Időeredmény | Lövőhiba    | Helyezés |
| ------------------------------------------------------------- | ---------------------- | ----------- | ----------- | -------- |
| Krasimir Anev                                                 | 10 km sprint           | 25:08,8     | 2 (1+1)     | 37.      |
| Krasimir Anev                                                 | 12,5 km üldözőverseny  | 37:57,9     | 5 (0+0+3+2) | 45.      |
| Krasimir Anev                                                 | 20 km egyéni indításos | 50:41,8     | 1 (0+0+0+1) | 25.      |
| Dimitar Gerdzhikov                                            | 10 km sprint           | 26:47,9     | 4 (2+2)     | 81.      |
| Dimitar Gerdzhikov                                            | 20 km egyéni indításos | 52:12,0     | 3 (2+0+1+0) | 43.      |
| Vladimir Iliev                                                | 10 km sprint           | 25:42,7     | 4 (0+4)     | 54.      |
| Vladimir Iliev                                                | 12,5 km üldözőverseny  | 38:08,7     | 7 (1+3+2+1) | 46.      |
| Vladimir Iliev                                                | 20 km egyéni indításos | 50:25,9     | 3 (0+1+1+1) | 19.      |
| Anton Sinapov                                                 | 10 km sprint           | 25:47,9     | 3 (2+1)     | 56.      |
| Anton Sinapov                                                 | 12,5 km üldözőverseny  | 40:49,1     | 8 (0+1+3+4) | 60.      |
| Anton Sinapov                                                 | 20 km egyéni indításos | 54:48,4     | 5 (0+2+0+3) | 71.      |
| Krasimir Anev Dimitar Gerdzhikov Vladimir Iliev Anton Sinapov | 4 × 7,5 km váltó       | LAP         | 16 (6+10)   | 16.      |

Női
| Versenyző                                                          | Versenyszám            | Időeredmény | Lövőhiba    | Helyezés |
| ------------------------------------------------------------------ | ---------------------- | ----------- | ----------- | -------- |
| Desislava Stoyanova                                                | 7,5 km sprint          | 24:54,3     | 5 (2+3)     | 76.      |
| Desislava Stoyanova                                                | 15 km egyéni indításos | 50:25,9     | 7 (2+2+2+1) | 79.      |
| Emilia Yordanova                                                   | 7,5 km sprint          | 23:50,0     | 1 (1+0)     | 60.      |
| Emilia Yordanova                                                   | 10 km üldözőverseny    | 37:04,3     | 6 (2+1+3+0) | 55.      |
| Emilia Yordanova                                                   | 15 km egyéni indításos | 50:56,3     | 6 (4+0+1+1) | 82.      |
| Stefani Popova                                                     | 15 km egyéni indításos | 50:20,3     | 5 (1+0+2+2) | 77.      |
| Daniela Kadeva                                                     | 7,5 km sprint          | 24:39,2     | 3 (2+1)     | 72.      |
| Daniela Kadeva                                                     | 15 km egyéni indításos | 46:52,7     | 3 (0+0+1+2) | 53.      |
| Milena Todorova                                                    | 7,5 km sprint          | 25:33,6     | 2 (1+1)     | 84.      |
| Daniela Kadeva Stefani Popova Desislava Stoyanova Emilia Yordanova | 4 × 6 km váltó         | 1:14:38,0   | 11 (4+7)    | 16.      |

Vegyes
| Versenyző                                                    | Versenyszám  | Időeredmény | Lövőhiba  | Helyezés |
| ------------------------------------------------------------ | ------------ | ----------- | --------- | -------- |
| Emilia Yordanova Daniela Kadeva Krasimir Anev Vladimir Iliev | Vegyes váltó | 1:12:31,7   | 11 (0+11) | 17.      |

## Sífutás
Távolsági
Férfi
| Versenyző          | Versenyszám | Idő           | Helyezés      |
| ------------------ | ----------- | ------------- | ------------- |
| Yordan Chuchuganov | 15 km       | 40:39,6       | 91.           |
| Veselin Tzinzov    | 15 km       | 36:17,3       | 34.           |
| Veselin Tzinzov    | 50 km       | nem ért célba | nem ért célba |

Női
| Versenyző                  | Versenyszám | Idő     | Helyezés |
| -------------------------- | ----------- | ------- | -------- |
| Antoniya Grigorova-Burgova | 10 km       | 29:32,8 | 66.      |

Sprint
| Versenyző                          | Versenyszám         | Selejtező | Selejtező | Negyeddöntő | Negyeddöntő | Elődöntő | Elődöntő | Döntő   | Helyezés |
| Versenyző                          | Versenyszám         | Idő       | Hely.     | Idő         | Hely.       | Idő      | Hely.    | Idő     | Helyezés |
| ---------------------------------- | ------------------- | --------- | --------- | ----------- | ----------- | -------- | -------- | ------- | -------- |
| Yordan Chuchuganov                 | Férfi egyéni sprint | 3:32,62   | 65.       | kiesett     | kiesett     | kiesett  | kiesett  | kiesett | 65.      |
| Veselin Tzinzov                    | Férfi egyéni sprint | 3:28,19   | 56.       | kiesett     | kiesett     | kiesett  | kiesett  | kiesett | 56.      |
| Yordan Chuchuganov Veselin Tzinzov | Férfi csapatsprint  |           |           |             |             | 17:38,26 | 10.      | kiesett | 20.      |
| Antoniya Grigorova-Burgova         | Női egyéni sprint   | 3:59,77   | 66.       | kiesett     | kiesett     | kiesett  | kiesett  | kiesett | 66.      |

## Síugrás
Férfi
| Versenyző          | Versenyszám | Selejtező | Selejtező | Selejtező | 1. ugrás | 1. ugrás | 1. ugrás | 2. ugrás | 2. ugrás | 2. ugrás | Összesítés | Összesítés |
| Versenyző          | Versenyszám | Táv       | Pont      | Hely.     | Táv      | Pont     | Hely.    | Táv      | Pont     | Hely.    | Pont       | Helyezés   |
| ------------------ | ----------- | --------- | --------- | --------- | -------- | -------- | -------- | -------- | -------- | -------- | ---------- | ---------- |
| Vladimir Zografski | Normálsánc  | 98,5      | 118,8     | 17.       | 101,5    | 106,8    | 23.      | 108,5    | 119,7    | 8.       | 226,5      | 14.        |
| Vladimir Zografski | Nagysánc    | 123,0     | 94,3      | 31.       | 119,5    | 105,9    | 35.      | kiesett  | kiesett  | kiesett  | kiesett    | kiesett    |

## Snowboard
Parallel giant slalom
| Versenyző        | Versenyszám | Selejtező | Selejtező | Nyolcaddöntő      | Negyeddöntő       | Elődöntő          | Döntő             | Helyezés |
| Versenyző        | Versenyszám | Idő       | Hely.     | Ellenfél Eredmény | Ellenfél Eredmény | Ellenfél Eredmény | Ellenfél Eredmény | Helyezés |
| ---------------- | ----------- | --------- | --------- | ----------------- | ----------------- | ----------------- | ----------------- | -------- |
| Radoslav Yankov  | Férfi       | 1:26,04   | 19.       | kiesett           | kiesett           | kiesett           | kiesett           | kiesett  |
| Teodora Pencheva | Női         | 1:38,63   | 27.       | kiesett           | kiesett           | kiesett           | kiesett           | kiesett  |

Snowboard cross
| Versenyző          | Versenyszám | Selejtező | Selejtező | Selejtező | Selejtező | Selejtező     | Selejtező | Negyeddöntő | Elődöntő | Döntő    | Helyezés |
| Versenyző          | Versenyszám | 1. futam  | 1. futam  | 2. futam  | 2. futam  | Jobb eredmény | Kiemelés  | Negyeddöntő | Elődöntő | Döntő    | Helyezés |
| Versenyző          | Versenyszám | Idő       | Hely.     | Idő       | Hely.     | Jobb eredmény | Kiemelés  | Helyezés    | Helyezés | Helyezés | Helyezés |
| ------------------ | ----------- | --------- | --------- | --------- | --------- | ------------- | --------- | ----------- | -------- | -------- | -------- |
| Aleksandra Zhekova | Női         | 1:20,23   | 9.        | kiemelt   | kiemelt   | 1:20,23       | 9.        | 1.          | 3.       | 6.       | 6.       |

## Szánkó
| Versenyző     | Versenyszám | 1. futam | 1. futam | 2. futam | 2. futam | 3. futam | 3. futam | 4. futam | 4. futam | Összesítés | Összesítés |
| Versenyző     | Versenyszám | Idő      | Hely.    | Idő      | Hely.    | Idő      | Hely.    | Idő      | Hely.    | Idő        | Helyezés   |
| ------------- | ----------- | -------- | -------- | -------- | -------- | -------- | -------- | -------- | -------- | ---------- | ---------- |
| Pavel Angelov | Férfi egyes | 51,569   | 37.      | 49,449   | 36.      | 50,094   | 39.      | kiesett  | kiesett  | 2:31,112   | 37.        |